# Acrodermatite chronique atrophiante

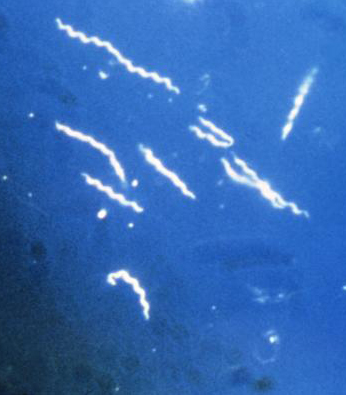
Borrelia burgdorferi : l'un des 3 variants connus de la bactérie parasite qui peut causer une ACA (acrodermatite chronique atrophiante, ou acrodermatitis chronica atrophicans). Les borrélies sont classées parmi les spirochètes en raison de leur forme serpentine et spiralée caractéristique.

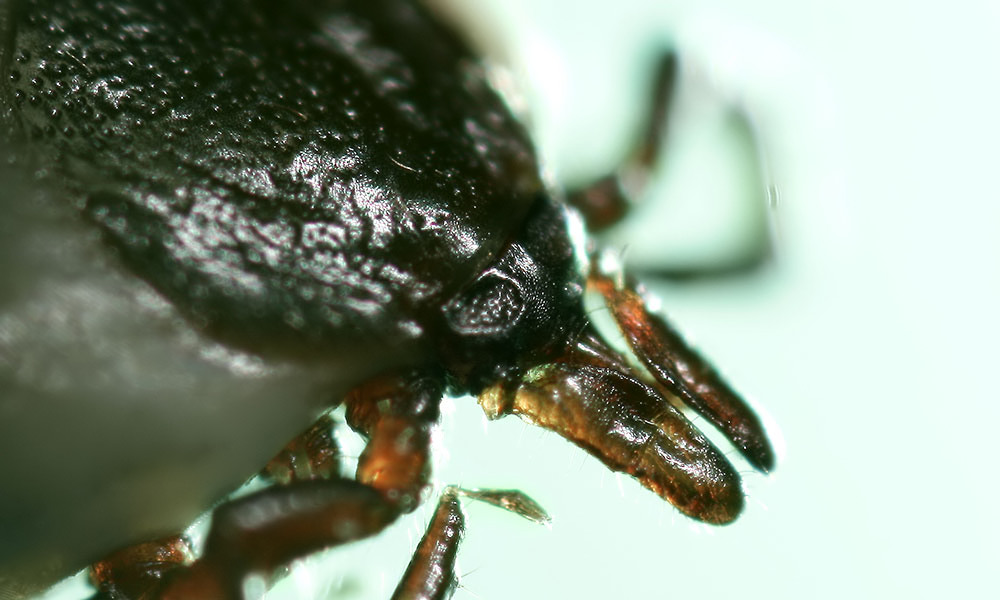
tête dIxodes ricinus, l'une des tiques qui peuvent transmettre cette maladie par leur morsure, l'ACA n'apparaissant que plusieurs mois à plusieurs années plus tard.

Pour les articles homonymes, voir ACA.
 Mise en garde médicale
L'acrodermatite chronique atrophiante (ACA) ou « maladie de Pick-Herxheimer » n'est pas une maladie en soi comme on l'a d'abord cru, mais l'une des nombreuses manifestations (par ailleurs non systématique) du stade II ou III de la maladie de Lyme (aussi dite borréliose de Lyme). Elle ne semble se manifester que dans les formes européennes de la maladie de Lyme.
La peau, généralement sur quelques centimètres carrés à quelques dizaines de centimètres carrés perd de sa souplesse et prend une apparence et texture anormale : fine, évoquant une feuille de papier froissée, éventuellement parcheminée scléreuse (dure), plissée ou fendillée. L'aspect varie selon la taille de la tache, et son positionnement sur le corps. La teinte peut être de rougeâtre à nettement violacée.

L'aspect peut évoquer celui d'un lichen plan (avec confusion possible). Il existe un site internet de dermatologie qui peut aider le médecin à établir un diagnostic différentiel.

La pilosité peut disparaître de la zone touchée. 

En devenant transparente la peau prend une teinte rougeâtre à légèrement violacée (selon sa localisation).
Cette « acrodermatite » apparaît généralement sur le site d'une piqûre et d'un ancien « érythème chronique migrant de Lipschutz »  ou d'une dermatose de type « cellulite » consécutifs à une infection par des bactéries spirochètes ( « borrélies») préalablement inoculées via la salive de tiques à l'occasion d'une morsure. Elle semble pérenne et plus fréquente chez les femmes âgées.

Cette morsure peut avoir précédé de plusieurs mois ou années ce symptôme et la plupart des patients n'établissent pas de liens entre cette piqûre et cette dégénérescence de la peau. Chez les personnes devenues allergiques à la salive de tiques (après plusieurs piqûres en général), l'acrodermatite peut être accompagnée d'un prurit intense de la zone touchée.
Ce symptôme n'est pas grave en soi, et n'est pas contagieux… mais la maladie de Lyme qu'il révèle peut laisser des séquelles invalidantes, être transmise d'une mère à son fœtus, ou conduire à la mort. Il doit donc faire l'objet d'un diagnostic différentiel et conduire à une consultation médicale et à un traitement éliminant ou contrôlant sa cause (la borréliose).

## Histoire
Ce symptôme semble avoir été décrit pour la première fois il y a plus d'un siècle, en 1883, par Alfred Buchwald (médecin allemand de Breslau), mais sans que celui-ci ne relie cette maladie à une piqûre de tique ou à une cause infectieuse (pas de contagion).

Deux autres médecins, Herxheimer et Hartmann, ont décrit 20 ans plus tard (en 1902) une maladie rendant la peau localement atrophiée et parcheminée (“tissue paper” disease) qui semble être la même manifestation.
Ce n'est que près de 100 ans plus tard qu'on découvrira que certaines borrélies responsables de la maladie de Lyme peuvent induire cette dégénérescence cutanée. 
Elles diffusent d'abord autour de la piqûre de tique, non dans la lymphe, et a priori peu dans le sang, mais en s'enfonçant et « nageant » dans la substance intercellulaire de la peau (substance plus visqueuse, dans laquelle les globules blancs sont ralentis, mais où les borrélies se déplacent particulièrement rapidement).

## ACA: symptôme typique, mais non systématique
Tous les patients ne développent pas d'acrodermatite atrophiante (ACA) :
- l'ACA ne semble jamais présente en Amérique du Nord[3] (elle ne pourrait donc pas être induite par Borrelia burgdorferi, mais uniquement par certaines borrélies européennes ou nord-asiatiques) ;
- selon les données disponibles, elle semble presque systématiquement associée à une infection par Borrelia afzelii[3] ;
- dans un cas (en Europe), elle a été associée à la détection d'une autre borrélie (Borrelia garinii), mais on ne peut exclure une coinfection avec B. afzelii[3].

De plus, l'acrodermite chronique atrophiante (ACA) n'apparaît pas au premier stade, mais uniquement chez des malades qui n'ont pas guéri spontanément ou qui n'ont pas reçu de traitement antibiotique au début de la maladie[réf. souhaitée].

## Origine bactérienne et prévalence
L'acrodermatite chronique atrophiante (ou ACA) est un trouble de la peau (chronique ou de longue durée, se mesurant en années) qui semble principalement observée en Europe,. 
Il existe des métiers à risque (la maladie de Lyme est considérée comme une maladie professionnelle chez les forestiers), ainsi que des activités à risque : la prévalence est particulièrement forte chez les chasseurs (15 % d'entre eux ont été en contact avec les germes infectieux) et chez les photographes de la nature, naturalistes ou promeneurs fréquentant souvent les forêts.

## Description
La présentation clinique de l'ACA commence avec un stade précoce inflammatoire caractérisé par un érythème diffus ou plus localisé avec changement de couleur et de texture de la surface de la peau.
Ce changement cutané apparait, habituellement sur une région exposée au soleil des membres supérieurs ou inférieurs. Généralement un seul membre est touché, mais dans un cas au moins (fillette de 11 ans) quatre membres étaient touchés.
À ce stade, un infiltrat inflammatoire cellulaire superficiel et profond apparait dans le derme. Cet infiltrat, moyennement dense, est composé de lymphocytes et de quelques histiocytes et plasmocytes. Des canaux vasculaires proéminents et des télangiectasies (vaisseaux anormalement dilatés, souvent rougeâtres à violacés) peuvent aussi être présents.

L'ACA se propage souvent vers les surfaces des extenseurs des membres et dans la région des articulations ou dans la région du cubitus ou du tibia. 

La couleur est plus rougeâtre ou violacée quand l'ACA est située sur les extrémités (mains, pieds).

L'atrophie progresse ensuite se traduit par un changement de structure du derme et de l'épiderme ; la surface de la peau devient anormalement fine et transparente, prenant une apparence craquelée, fibreuse ou rappelant un papier de cigarette froissé.  

Des symptômes évoquant une dermatomyosite peuvent aussi apparaître, induits par B. Burgdorferi. Des vacuoles sont parfois constatées dans la partie supérieure du derme. 
Au fur et à mesure de la progression de la maladie, le derme s'atrophie, avec perte de fibres élastiques et de  follicules pilosébacés et l'atrophie de l'hypoderme. L'épiderme s'atrophie également, avec perte de crêtes épidermiques, deux caractéristiques pouvant faire penser à un lichen scléreux.
Les taches sclérodermiques sont caractérisées par une sclérose cutanée dense.
Au vu de la densité de l'infiltrat lymphoplasmocytaire, ce processus peut être dit « actif » (en cours de développement) ou chronique et existant de longue date. Dans ce cas, la fibroplasie est évidente, les faisceaux de collagène (alignés essentiellement parallèlement à la surface de la peau) sont épais, et accompagnés d'une sclérose du derme réticulaire profond, avec des télangiectasies affleurantes sous la surface de la peau (dans la partie supérieure du derme). Des nodules fibreux juxtaarticulaires sont caractérisés par des faisceaux larges de collagène homogène dans l'hypoderme supérieure. Un infiltrat inflammatoire périvasculaire et interstitiel est présent.
On a récemment montré (2012) que les fibroblastes de la peau jouent un rôle particulier dans le développement encore mal compris de la maladie de Lyme). On a comparé l'inflammation des fibroblastes exposés à trois souches de Borrelia burgdorferi sensu stricto, isolées à partir de 3 environnements et stades de la maladie de Lyme (prélevées dans la tique, dans un érythème migrant, correspondant à l'une des principales manifestations du stade initial chez l'humain) et en situation d'acrodermatite chronique atrophiante (correspondant à un stade plus avancé de la maladie). Ces trois souches ont provoqué un profil inflammatoire semblable, avec une forte induction de chimiokines (CXCL1 et IL-8) et d'IL-6 principalement impliquée dans le chimiotactisme des cellules immunitaires. Une augmentation corrélative du taux de certaines molécules (facteurs TNF-alpha et NF-κB), de métalloprotéinases (MMP-1, -3 et -12) et de superoxyde dismutase SOD2) a été associées aux évènements inflammatoires et cellulaires. Les auteurs ont en outre démontré que des extraits de glandes salivaires de tiques ont un effet cytotoxique sur les fibroblastes et que l'OspC (qui joue un rôle essentiel dans la transmission des Borrelies à l'hôte vertébré), n'est pas responsable de la réponse (sécrétion de molécules inflammatoires) des fibroblastes.

## Diagnostic
L'acrodermatite est généralement accompagnée d'autres symptômes de la maladie de Lyme, dont dans de rares cas : 
- des polymyosites[9],[10],[11],[12] ;
- des lymphocytomes, décrits pour 1 % des borrélioses de Lyme diagnostiquées au stade II (stade disséminé précoce) de la maladie[13],[14], alors précédées ou accompagnées d'un érythème migrant dans presque 79 % des cas chez les adultes[13] ;
- une acrodermatite chronique atrophiante[13] ;
- une forme de morphée (dite sclérodermie en plaques ou sclérodermie circonscrite peut être une conséquence d’une infection borrélienne (30 % des patients touchés présentent des anticorps de Borrelia burgdorferi). Cette affection correspond à une atrophie du collagène et des tissus élastiques accompagnée d'une hypertrophie du tissu élastique basophile.

Comme le traitement, le diagnostic peut être compliqué par une ou plusieurs coinfections facilitées par le fait que la tique est vectrice de nombreux parasites. Une bartonellose peut ainsi être conjointe et confondue avec la maladie de Lyme (malgré son rash (érythème) qui peut être très différent).
Le diagnostic est facilité quand le patient évoque le souvenir plus ou moins récent d'une ou plusieurs piqûre(s) de tique(s) (40 à 80 % des cas selon les zones et bactéries en cause). En l'absence d'érythème, surtout si le patient a été exposé au risque de piqûre de tique, le diagnostic est alors confirmé par des tests et examens sérologique et histologique.
- Test Elisa (qui ne détecte pas toutes les borrélies), à confirmer donc par : 
  - Western Blot  ;
  - PCR sur prélèvement sanguin, LCS (liquide cérébrospinal) voire liquide intraarticulaire ;
  - le diagnostic peut être confirmé en identifiant la borrélie par PCR sur biopsie cutanée via un laboratoire spécialisé (sensibilité de cet examen : de 70 à 80 %)[14] ;
  - dosage des anticorps dans le LCR en cas de suspicion d'atteinte neurologique.
- La bactérie est difficile à cultiver (et sa culture ne se pratique pas en routine).

Ce symptôme précède ou est accompagné d'autres symptômes correspondant au troisième stade de la maladie :
- manifestations neurologiques (décrites sous le nom de « neuroborréliose ») ;
- signes rhumatologiques (décrits sous le nom d'« arthrite de Lyme ») ;
- ainsi méningoradiculites douloureuses, encéphalites et encéphalomyélites  qui constituent un tableau clinique fréquent, avec d'éventuelles manifestations dépressives et une fatigue chronique durant les phases de crises. Des palpitations cardiaques (trouble de conduction bénin) peuvent se produire et (plus rarement) une insuffisance cardiaque. Des vertiges peuvent aussi être induits par des changements de rythme cardiaque. On constate parfois (rarement) de troubles oculaires (uvéite, panuvéite), éventuellement associés à un syndrome cardiaque sans autres symptômes repérés[17],[18]. Des névralgies peuvent apparaître et un cas de difficultés respiratoires liées à une paralysie du diaphragme a été signalé[19].

Le diagnostic ne peut alors être confirmé que par l'association d'arguments cliniques, épidémiologiques et biologiques (à ce stade, l'infection active est habituellement détectable dans le liquide céphalorachidien et sur les tests bactériologiques sanguins pertinents, mieux qu'en phase 3).  

Un traitement adapté induit généralement à ce stade une réponse positive de l'organisme. Cinq pour cent (5 %) des patients non traités suffisamment tôt sont victimes de symptômes neurologiques chroniques, avec d'éventuelles complications cardiaques— inflammation du cœur, myocardite, arythmies — pouvant s'avérer mortelles (arrêt cardiaque, syncope.

## Traitement médicamenteux
Ce sont ceux de la maladie de Lyme : antibiotiques de la famille des cyclines, céphalosporines de troisième génération ou la doxycycline, du ceftriaxone sont indiqués au stade secondaire ou tertiaire. 
Selon la SPILF :

« Pour les patients ayant des troubles chroniques, attribués à la borréliose de Lyme, les études thérapeutiques sont unanimes : aucune d'elles n'a montré un intérêt à prolonger les traitements antibiotiques. »

Le traitement est prescrit par le médecin en fonction du tableau clinique général.

## Prévention, précautions
La principale mesure consiste à éviter les piqûres de tiques, avec comme moyens le plus souvent proposés :
- porter en forêt des habits couvrants (pantalon enfilé dans chaussettes), même quand il fait chaud ;
- s'inspecter attentivement durant et après les promenades ou le travail en forêt (car les tiques peuvent monter le long des vêtements) ;
- utilisation de répulsifs à tiques dans les zones à risque (insectifuge contenant 20 % - 30 % de DEET (N, N-diéthyl-m-toluamide) à pulvériser sur la peau exposée et les vêtements) ;
- dans quelques cas l'utilisation préventive d'acaricide a été proposée, mais avec le risque d'induire une sélection de tiques résistantes à ces insecticides et d'intoxiquer les enfants qui jouent sur les sites ainsi traités ou les animaux qui s'y nourriront ;
- l'abondance des tiques pourrait être réduite dans certaines zones (parcs et jardins périforestiers…) par une zone-tampon dépourvue de litière de feuilles mortes (par exemple garnie de mulch ou de gravier entre la lisière forestière et les zones de jeu d'enfant, de pique-nique, etc.) et par des mesures interdisant l'intrusion d'animaux tels que sangliers ou cervidés (recommandation CDC selon Piseman et al.[22], et Ginsberg et al.[23]) ;
- le US CDC recommande la prescription d'une dose unique de doxycycline pour prophylaxie de la maladie de Lyme chez toute personne de plus de 8 ans ayant été mordue par une nymphe ou adulte de I. scapularis et I. pacificus, si la zone est située parmi celles où l'on estime qu'au moins 20 % des tiques infectées par Borrelia burgdorferi (8). Si la tique est restée attachée 36 heures ou plus. La prophylaxie antibiotique doit être administrée dans les 72 heures après l'enlèvement de la tique[24].

## Incertitudes
Il est possible que les tests disponibles de type Elisa ne repèrent pas toutes les variantes du parasite. Une maladie de Lyme peut aussi se compliquer de coinfections aggravantes et/ou perturbant le diagnostic, également transmises par les tiques, comme les rickettsioses, les ehrlichioses ,  la babésiose, la bartonellose, les infections à mycoplasmes. Ces coinfections doivent alors elles aussi être traitées. En cas de test négatif face à des symptômes évoquant une ACA, des tests complémentaires sont prescrits (Western Blot au minimum).
Le malade, même guéri n'est pas immunisé contre une nouvelle parasitose par la même bactérie ou une bactérie proche : la réinfection d'un même patient est possible,. Chez des patients ayant développé une allergie à la salive de tique, une piqûre peut réactiver un prurit ou des érythèmes sur les sites d'anciennes piqûres (antérieures de plus de 10 ans parfois).

## Chez l'animal?
L'érythème migrant est un symptôme non systématique, mais typique d'un début de maladie de Lyme chez l'homme. Il existe aussi chez d'autres mammifères bien qu'étant chez eux généralement peu visible parce que caché par le pelage : En 1982, Willy Burgdorfer (entomologiste médical bâlois travaillant dans les laboratoires des Montagnes Rocheuses d'Hamilton, dans le Montana, aux États-Unis) a confirmé la présence d'un érythème chez des lapins auxquels on avait inoculé des borrélies provenant de tiques récoltées en zone d'endémie de la maladie de Lyme. Chez le lapin, dans l'expérience de Brugdorfer, les érythèmes sont apparus tardivement (10 à 12 semaines après l'inoculation). 
La littérature n'évoque pas d'ACA chez l'animal, mais ils ne semblent pas non plus avoir été recherchés. S'ils devaient l'être, il faudrait les chercher en Europe, car ils n'apparaissent pas chez les humains en Amérique du Nord (hormis quelques cas, mais toujours chez des immigrants européens).